# Doliops viridisignata
Doliops viridisignata är en skalbaggsart som beskrevs av Stefan von Breuning 1947. Doliops viridisignata ingår i släktet Doliops och familjen långhorningar.
Artens utbredningsområde är Filippinerna. Inga underarter finns listade i Catalogue of Life.